# Réauté Chocolat
Réauté Chocolat est un fabricant chocolatier français et une marque de bonbons de chocolat et de biscuits. L'entreprise siège à Azé, en Mayenne.

## Histoire
En 1954, Roland et Madeleine Réauté ouvrent une boulangerie pâtisserie à Château-Gontier, en Mayenne.

## Fabrication et commercialisation
Les produits emblématiques de la marque sont notamment les Mayottes (feuilleté praliné aux amandes et noisettes) et les Carats (feuilleté praliné aux amandes et noisettes, avec une crème de caramel). Outre les bonbons de chocolat, l'entreprise développe des éditions limitées de moulages, montages et tablettes en chocolats pour des temps forts : Saint-Valentin, Pâques, fête des mères, Noël…[source insuffisante]

## Distribution
En 2023, l'entreprise dispose de 61 boutiques en France.

## Sponsoring sportif
En novembre 2016, le groupe s'associe en partenariat avec le skipper et navigateur Armel Tripon. Baptisé Réauté Chocolat, le multicoque termine notamment à la 3e place dans la classe Multi 50 lors de la Transat Jacques-Vabre 2017,. Il prend également le départ de la Route du Rhum 2018 avec le skipper Armel Tripon.